# 道の駅利賀

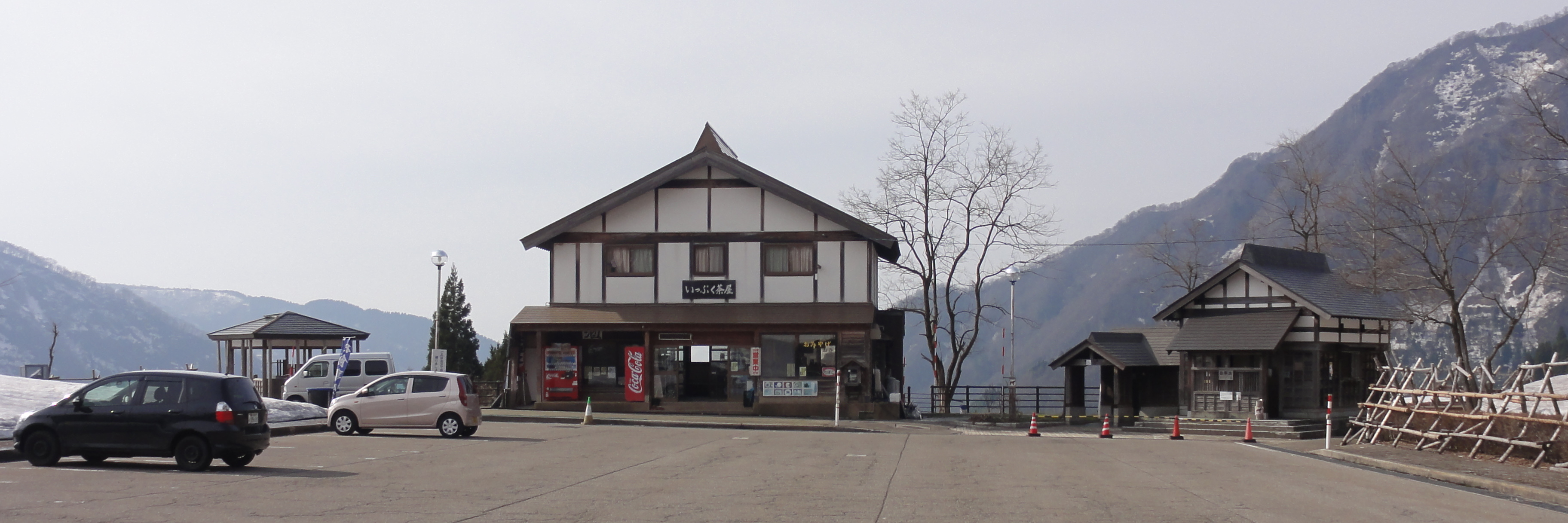
道の駅利賀（移転前の施設）

道の駅利賀（みちのえき とが）は、富山県南砺市利賀村にある国道471号の道の駅である。南砺市の利賀市民センターとの共用施設となっている。

## 概要
富山県が1989年（平成元年）から展開した道路案内とトイレを備えた休憩施設「みどりの一里塚」の整備事業（建設省〔現・国土交通省〕の臨港道路交付会事業A）で、翌1990年7月26日に整備したのが発端となっている（全国8か所の内富山県内で唯一選ばれた）。当時の利賀村が1991年（平成3年）に木造建築（2階建て、延床面積159m2）の「利賀みどりの一里塚サービスステーション」として、同村高沼下北山にて開業。同年6月に飲食・物販施設のサービスステーション「いっぷく茶屋」が開設された。
2019年（平成31年）4月1日から、指定管理者の事業継続断念および移転準備のため、いっぷく茶屋と観光案内所は営業休止となった。利賀ダム工事用道路を転用する利賀バイパスの開通を見据えて、2022年（令和4年）に改修が完了する利賀市民センター内に移転。同年4月5日に移転オープンした。
なお、旧施設は2025年4月から2年間、利賀ダムの工事を担う建設会社に貸し付けられ、作業員の休憩所として活用される。なお、活用中も一部スペースでは利賀地域の観光情報が発信される。

## 現行施設
- 駐車場（24時間利用可能）[3][5]
  - 移転後の台数はウェブサイトに反映されていないだけでなく[13]、雑誌などの刊行物によっても24台[4]や25台[3]などと表記が異なっている。
- トイレ（24時間利用可能）[3][5]
  - 道の駅移転時、庁舎内のトイレにはおむつ交換用のスペースが新設されている[4]。
- 売店&利賀の山カフェ
  - 利賀市民センター内のJAとなみ野利賀支店が売店を運営していたが、2024年（令和6年）1月27日に同支店は井波中央支店に機能を移管したため売店も閉店となった（同支店は同年2月1日から書類取次等のみを行う利賀ふれあいセンターとなった）[14][15]。そのため南砺市利賀地域づくり協議会が店舗を引き継ぐとともカフェを新設し、同年2月9日から「売店&利賀の山カフェ」をオープンした[15]

## 旧施設
以下は移転前の施設である。
- 駐車場
  - 普通車：20台
  - 大型車：3台
  - 身障者用：1台
- トイレ（いずれも24時間利用可能）
  - 男：大 1器、小 3器
  - 女：3器
  - 身障者用：1器
- 公衆電話：1台
- いっぷく茶屋（8:00 - 19:00）
  - レストラン
  - 売店
- 観光案内所
- 泉椿魚の作品展示コーナー[12]

## 所在地
旧施設
- 富山県南砺市利賀村高沼下北山43番地7[10]

現行施設
- 富山県南砺市利賀村171番地（南砺市利賀市民センター内）

## アクセス
- 国道471号 - 登録路線
- 北陸自動車道砺波ICより約30分。
- 南砺市のコミュニティバス「なんバス」[16]
  - 西日本旅客鉄道（JR西日本）高山本線越中八尾駅より「利賀八尾線」にて「利賀市民センター」バス停下車（1月1日から1月3日までを除く毎日運行）。
  - 「井波」・「南砺市民病院」バス停より「利賀井波線」にて「利賀市民センター」バス停下車（同上、鉄道との接続なし）。

## 周辺
- 利賀川